# ام‌وی دیلایت
ام‌وی دیلایت (به انگلیسی: MV Delight) یک کشتی است که طول آن ۱۹۰ متر (۶۲۰ فوت) می‌باشد. این کشتی در سال ۱۹۸۵ ساخته شد.